# Oscar/Bester Kurzfilm
Der Oscar für den besten Kurzfilm wird seit 1932 verliehen. Im Laufe der Jahrzehnte durchlief die Kategorie mehrere Änderungen. Von 1932 bis 1935 wurden zwei Preise für Kurzfilme vergeben, bei denen Komödien (comedy) und sonstige Themen (novelty) unterschieden wurden. Von 1936 bis 1957 wurde eine Aufteilung der Kategorie nach Inhalten aufgegeben, stattdessen wurden zwei Preise für Kurzfilme mit unterschiedlichen Laufzeiten vergeben: One-Reeler mit einer Laufzeit bis zu 15 Minuten und Two-Reeler mit einer Laufzeit bis etwa 30 Minuten. Zusätzlich wurden 1936 und 1937, als das neue Technicolor-Verfahren seinen Siegeszug antrat, Preise für die besten Kurzfilme in Farbe vergeben.
Seit 1958 wird nur noch ein Preis für Kurzfilme vergeben. Daneben existiert ebenfalls seit 1932 eine Kategorie für animierte Kurzfilme und seit 1942 eine Kategorie für den besten Dokumentar-Kurzfilm. Nachdem 1972 der mexikanische Film Centinelas del silencio sowohl als bester Kurzfilm als auch als bester Dokumentar-Kurzfilm ausgezeichnet wurde, wurden die Regeln so geändert, dass Kurzfilme nur noch in einer Kategorie nominiert werden können.
Während in den ersten Jahrzehnten Kurzfilme ein fester Bestandteil der Filmprogramme waren, werden sie heute hauptsächlich auf Kurzfilmfestivals aufgeführt. Daher können – anders als bei den Oscars für Langfilme – nicht nur Kurzfilme, die in Los Angeles öffentlich aufgeführt wurden, nominiert werden, sondern auch Filme, die bei ausgewählten Filmfestivals ausgezeichnet wurden, sowie Preisträger der Student Academy Awards. Als Kurzfilme gelten Filme mit einer Laufzeit von weniger als 40 Minuten. Bis 1988 wurde ausschließlich den Produzenten der Oscar für den besten Kurzfilm überreicht, seitdem können bis zu zwei Personen als Preisträger genannt werden (Regisseur und Produzent).
Filme qualifizieren sich jeweils im Folgejahr ihrer Veröffentlichung für einen Oscar. In unten stehender Tabelle sind die Preisträger nach dem Jahr der Verleihung geordnet.

## 1932–1940
| Jahr | Preisträger                                   | für den Film                     | Nominierungen |
| ---- | --------------------------------------------- | -------------------------------- | --- |
| 1932 | Comedy Hal Roach                              | Der zermürbende Klaviertransport | Mack Sennett für The Loud Mouth RKO Radio für Scratch-As-Catch-Can                                                                |
| 1932 | Novelty Mack Sennett                          | Wrestling Swordfish              | Paramount Publix für Screen Souvenirs Metro-Goldwyn-Mayer für Swing High                                                          |
| 1934 | Comedy Louis Brock                            | So This Is Harris!               | Warren Doane für Mister Mugg Louis Brock für A Preferred List                                                                     |
| 1934 | Novelty Joe Rock (mit Educational Pictures)   | Krakatoa                         | Pete Smith für Menu Educational Pictures für Morze                                                                                |
| 1935 | Comedy Kenneth Macgowan                       | La Cucaracha                     | Jules White für Men In Black Warner Bros. für What, No Men!                                                                       |
| 1935 | Novelty Stacy Woodard, Horace Woodard         | City of Wax                      | Skibo Productions für Bosom Friends Pete Smith für Strikes and Spares                                                             |
| 1936 | Comedy Jack Chertok                           | How to Sleep                     | Jules White für Oh, My Nerves Hal Roach für Laurel und Hardy: Die besudelte Ehre                                                  |
| 1936 | Novelty Gaumont-British und Skibo Productions | Wings Over Everest               | Pete Smith für Audioscopiks Universal für Camera Thrills                                                                          |
| 1937 | Farbe Warner Bros.                            | Give Me Liberty                  | Lewis Lewyn für La Fiesta de Santa Barbara Paramount für Popular Science J-6-2                                                    |
| 1937 | One-Reel Hal Roach                            | Bored of Education               | Paramount für Moscow Moods Pete Smith für Wanted – A Master                                                                       |
| 1937 | Two-Reel Metro-Goldwyn-Mayer                  | The Public Pays                  | Warner Bros. für Double or Nothing RKO Radio für Dummy Ache                                                                       |
| 1938 | Farbe Pete Smith                              | Penny Wisdom                     | Warner Bros. für The Man Without a Country Paramount für Popular Science J-7-1                                                    |
| 1938 | One-Reel Skibo Productions                    | The Private Life of the Gannets  | Metro-Goldwyn-Mayer für A Night at the Movies Pete Smith für Romance of Radium                                                    |
| 1938 | Two-Reel Metro-Goldwyn-Mayer                  | Torture Money                    | RKO Radio für Deep South RKO Radio für Should Wives Work?                                                                         |
| 1939 | One-Reel Metro-Goldwyn-Mayer                  | That Mothers Might Live          | Metro-Goldwyn-Mayer für The Great Heart 20th Century Fox für Timber Toppers                                                       |
| 1939 | Two-Reel Warner Bros.                         | The Declaration of Independence  | Warner Bros. für Swingtime in the Movies Metro-Goldwyn-Mayer für They’re Always Caught                                            |
| 1940 | One-Reel Paramount                            | Busy Little Bears                | RKO Radio für die erste Folge von Information Please Metro-Goldwyn-Mayer für Prophet Without Honor Warner Bros. für Sword Fishing |
| 1940 | Two-Reel Warner Bros.                         | Sons of Liberty                  | Metro-Goldwyn-Mayer für Drunk Driving RKO Radio für Five Times Five                                                               |

## 1941–1950
| Jahr | Preisträger                             | für den Film                  | Nominierungen |
| ---- | --------------------------------------- | ----------------------------- | --- |
| 1941 | One-Reel Pete Smith                     | Quicker’n a Wink              | Warner Bros. für London Can Take It! Metro-Goldwyn-Mayer für More About Nostradamus RKO Radio für Siege |
| 1941 | Two-Reel Warner Bros.                   | Teddy the Rough Rider         | Metro-Goldwyn-Mayer für Eyes of the Navy Warner Bros. für Service with the Colors |
| 1942 | One-Reel Metro-Goldwyn-Mayer            | Of Pups and Puzzles           | Pete Smith für Army Champions Paramount für Beauty and the Beach Paramount für Down on the Farm Warner Bros. für Forty Boys and a Song Warner Bros. für Kings of the Turf 20th Century Fox für Sagebrush and Silver                        |
| 1942 | Two-Reel Metro-Goldwyn-Mayer            | Main Street on the March!     | Woodard Productions für Alive in the Deep Metro-Goldwyn-Mayer für Forbidden Passage Warner Bros. für The Gay Parisian Warner Bros. für The Tanks Are Coming                                                                                |
| 1943 | One-Reel Paramount                      | And Their Families            | 20th Century Fox für Desert Wonderland Pete Smith für Marines in the Making Warner Bros. für The United States Marine Band |
| 1943 | Two-Reel Warner Bros.                   | Beyond the Line of Duty       | Metro-Goldwyn-Mayer für Don’t Talk RKO Radio für Private Smith of the U.S.A. |
| 1944 | One-Reel Grantland Rice                 | Amphibious Fighters           | Gordon Hollingshead für Cavalcade of Dance Edmund Reek für Champions Carry On Ralph Staub für Screen Snapshots Series 23, No. 1: Hollywood in Uniform Pete Smith für Seeing Hands                                                          |
| 1944 | Two-Reel Jerry Bresler, Sam Coslow      | Heavenly Music                | Frederic Ullman junior für Letter to a Hero Walter MacEwen für Mardi Gras Gordon Hollingshead für Women at War |
| 1945 | One-Reel Jerry Fairbanks                | Who’s Who in Animal Land      | Edmund Reek für Blue Grass Gentlemen Gordon Hollingshead für Jammin’ the Blues Pete Smith für Movie Pests Ralph Staub für Screen Snapshots’ 50th Anniversary of Motion Pictures                                                            |
| 1945 | Two-Reel Gordon Hollingshead            | I Won’t Play!                 | Louis Harris für Bombalera Jerry Bresler für Main Street Today |
| 1946 | One-Reel Herbert Moulton, Jerry Bresler | Stairway to Light             | Edmund Reek für Along the Rainbow Trail Ralph Staub für Screen Snapshots Series 25, No. 1: 25th Anniversary Gordon Hollingshead für Story of a Dog Grantland Rice für White Rhapsody Joseph O’Brien, Thomas Mead für Your National Gallery |
| 1946 | Two-Reel Gordon Hollingshead            | Star in the Night             | Chester M. Franklin für A Gun in His Hand Jules White für The Jury Goes Round ’n’ Round George Templeton für The Little Witch |
| 1947 | One-Reel Gordon Hollingshead            | Facing Your Danger            | Jack Eaton für Dive-Hi Champs Edmund Reek für Golden Horses Gordon Hollingshead für Smart as a Fox Pete Smith für Sure Cures |
| 1947 | Two-Reel Gordon Hollingshead            | A Boy and His Dog             | George Templeton für College Queen Jules White für Hiss and Yell Jerry Bresler für The Luckiest Guy in the World |
| 1948 | One-Reel Herbert Moulton                | Goodbye, Miss Turlock         | Thomas Mead für Brooklyn, U.S.A. Jerry Fairbanks für Moon Rockets Pete Smith für Now You See It Gordon Hollingshead für So You Want to Be in Pictures                                                                                      |
| 1948 | Two-Reel Irving Allen                   | Climbing the Matterhorn       | Harry Grey für Champagne for Two Thomas Mead für Fight of the Wild Stallions Herbert Morgan für Give Us the Earth! Ben K. Blake für A Voice Is Born                                                                                        |
| 1949 | One-Reel Edmund Reek                    | Menschen in der Stadt         | Herbert Moulton für Annie Was a Wonder Gordon Hollingshead für Cinderella Horse Gordon Hollingshead für So You Want to Be on the Radio Pete Smith für You Can’t Win                                                                        |
| 1949 | Two-Reel Walt Disney                    | Die Robbeninsel (Seal Island) | Gordon Hollingshead für Calgary Stampede Herbert Morgan für Going to Blazes! Harry Grey für Samba-Mania Thomas Mead für Snow Capers |
| 1950 | One-Reel Jack Eaton                     | Aquatic House Party           | Justin B. Herman für Roller Derby Girl Gordon Hollingshead für So You Think You’re Not Guilty Walton C. Ament für Spills and Chills Pete Smith für Water Trix                                                                              |
| 1950 | Two-Reel Gaston Diehl, Robert Hessens   | Van Gogh                      | William R. Lasky für Boy and the Eagle Irving Allen für Chase of Death Gordon Hollingshead für The Grass Is Always Greener Gordon Hollingshead für Snow Carnival                                                                           |

## 1951–1960
| Jahr | Preisträger                              | für den Film                                    | Nominierungen |
| ---- | ---------------------------------------- | ----------------------------------------------- | --- |
| 1951 | One-Reel Gordon Hollingshead             | Grandad of Races                                | Robert Youngson für Blaze Busters Pete Smith für Wrong Way Butch |
| 1951 | Two-Reel Walt Disney                     | Im Tal der Biber (In Beaver Valley)             | Falcon Films für Grandma Moses Gordon Hollingshead für My Country ’Tis of Thee |
| 1952 | One-Reel Robert Youngson                 | World of Kids                                   | Jack Eaton für Ridin’ the Rails Robert G. Leffingwell für The Story of Time |
| 1952 | Two-Reel Walt Disney                     | Erde, die große Unbekannte (Nature's Half Acre) | Les Films du Compas für Balzac Tom Mead für Danger Under the Sea |
| 1953 | One-Reel Boris Vermont                   | Light in the Window: The Art of Vermeer         | Jack Eaton für Athletes of the Saddle Gordon Hollingshead für Desert Killer Norman McLaren für Neighbours Crown Film Unit für Royal Scotland                                                |
| 1953 | Two-Reel Walt Disney                     | Wasservögel (Water Birds)                       | London Film Productions für Bridge of Time Herbert Morgan für Devil Take Us Gordon Hollingshead für Thar She Blows!                                                                         |
| 1954 | One-Reel Johnny Green                    | Overture to The Merry Wives of Windsor          | Vincenzo Lucci-Chiarissi für Christ Among the Primitives National Film Board of Canada für Herring Hunt Boris Vermont für Joy of Living; The Art of Renoir Jack Eaton für Wee Water Wonders |
| 1954 | Two-Reel Walt Disney                     | Im Lande der Bären (Bear Country)               | Walt Disney für Mein großer Freund Ben Dublin Gate Theatre Productions für Rückkehr nach Glennascaul Otto Lang für Vesuvius Express Cedric Francis für Winter Paradise                      |
| 1955 | One-Reel Robert Youngson                 | This Mechanical Age                             | Otto Lang für The First Piano Quartette Johnny Green für Strauss Fantasy |
| 1955 | Two-Reel Denis Sanders und Terry Sanders | Eine Handvoll Frieden (A Time Out of War)       | Cedric Francis für Beauty and the Bull Otto Lang für Jet Carrier Walt Disney für Siam – Land und Leute                                                                                      |
| 1956 | One-Reel Edmund Reek                     | Survival City                                   | Robert Youngson für Gadgets Galore Carson Davidson für 3rd Ave. El Justin B. Herman für Three Kisses                                                                                        |
| 1956 | Two-Reel Wilbur T. Blume                 | The Face of Lincoln                             | Cedric Francis für 24 Hour Alert Dore Schary für The Battle of Gettysburg George K. Arthur für On the Twelfth Day Walt Disney für Schweiz                                                   |
| 1957 | One-Reel Konstantin Kalser               | Crashing the Water Barrier                      | Robert Youngson für I Never Forget a Face Cedric Francis für Time Stood Still |
| 1957 | Two-Reel George K. Arthur                | Der Mantel nach Maß                             | Larry Lansburgh für Cow Dog John Healy für The Dark Wave Walt Disney für Samoa |
| 1958 | Larry Lansburgh                          | The Wetback Hound                               | Norman McLaren für Die Geschichte vom Stuhl Tom Daly für City of Gold James Carr für Foothold on Antarctica Ben Sharpsteen für Portugal                                                     |
| 1959 | Walt Disney                              | Grand Canyon                                    | Ian Ferguson für Journey Into Spring John Patrick Hayes für The Kiss New Zealand Screen Board für Snows of Aorangi James A. Lebenthal für T Is for Tumbleweed                               |
| 1960 | Jacques-Yves Cousteau                    | Histoire d’un poisson rouge                     | Ian Ferguson für Between the Tides Walt Disney für Geheimnisse der Tiefe Peter Sellers für Liebenswerte Leckerbissen Shirley Clarke, Willard Van Dyke und Irving Jacoby für Skyscraper      |

## 1961–1970
| Jahr | Preisträger                            | für den Film                                                 | Nominierungen |
| ---- | -------------------------------------- | ------------------------------------------------------------ | --- |
| 1961 | Ezra R. Baker                          | Day of the Painter                                           | Charles F. Schwep und Ismail Merchant für The Creation of Woman Walt Disney für Inseln im Meer Leslie Winik für A Sport Is Born                                                                           |
| 1962 | Hilary Harris für Templar Film Studios | Seawards the Great Ships                                     | Ciné-Documents für Ballon vole (Play Ball!) John D. Jennings für The Face of Jesus Robert Gaffney für Rooftops of New York National Film Board of Canada für Very Nice, Very Nice                         |
| 1963 | Pierre Étaix und Jean-Claude Carrière  | Alles Gute zum Hochzeitstag                                  | Martina Huguenot van der Linden und Charles Huguenot van der Linden für Big City Blues Robert Clouse für The Cadillac Hayward Anderson für Romeo und Julia in der Steinwüste Herman van der Horst für Pan |
| 1964 | Paul de Roubaix und Marcel Ichac       | Zwischenfall auf der Eulenfluss-Brücke (La rivière du hibou) | Ezra R. Baker für Koncert James Hill für The Home-Made Car Christopher Miles für The Six-Sided Triangle Walker Stuart für That’s Me                                                                       |
| 1965 | Edward Schreiber                       | Casals Conducts: 1964                                        | Carson Davidson für Hilfe! Mein Schneemann brennt (Help! My Snowman’s Burning Down) Robert Clouse für The Legend of Jimmy Blue Eyes                                                                       |
| 1966 | Claude Berri                           | Das Huhn (Le poulet)                                         | Lothar Wolff für Wehrhafte Schweiz (Fortress of Peace) Marshall Backlar und Noel Black für Skaterdater Edgar Anstey für Schnee (Snow) Jim Henson für Kurzfilm (Time Piece)                                |
| 1967 | Edgar Anstey                           | Wild Wings                                                   | Derek Williams für Turkey the Bridge Leslie Winik für The Winning Strain |
| 1968 | Christopher Chapman                    | A Place to Stand                                             | Julian Biggs für Paddle to the Sea John Ferno für Sky Over Holland Len Janson und Chuck Menville für Stop, Look and Listen                                                                                |
| 1969 | Charles Guggenheim                     | Robert Kennedy Remembered                                    | George Coe, Sidney Davis and Anthony Lover für De Düva National Film Board of Canada für Pas de deux John Astin für Prelude                                                                               |
| 1970 | Joan Keller Stern                      | The Magic Machines                                           | Douglas Jackson für Blake Marc Merson für People Soup |

## 1971–1980
| Jahr | Preisträger                          | für den Film                               | Nominierungen |
| ---- | ------------------------------------ | ------------------------------------------ | --- |
| 1971 | John Longenecker                     | The Resurrection of Broncho Billy          | Robert Siegler für Shut Up… I’m Crying John D. Hancock für Sticky My Fingers… Fleet My Feet |
| 1972 | Manuel Arango und Robert Amram       | Centinelas del silencio                    | Denny Evans und Ken Greenwald für Good Morning Stephen F. Verona für The Rehearsal |
| 1973 | Richard Barclay                      | Norman Rockwell’s World… An American Dream | Ron Satlof und Ray Gideon für Frog Story David Adams für Solo |
| 1974 | Allan Miller und William Fertik      | The Bolero                                 | Richard Gayer für Clockmaker Pen Densham und John Watson für Life Times Nine |
| 1975 | Paul Claudon und Edmond Séchan       | …les borgnes sont Rois                     | Dewitt Jones für Climb Julian Chagrin und Claude Chagrin für The Concert George Casey für Planet Ocean Andrew Welsh und George Pastic für The Violin                                                                                   |
| 1976 | Bert Salzman                         | Angel and Big Joe                          | Louis Marcus für Conquest of Light Larry Lansburgh und Brian Lansburgh für Dawn Flight Barry J. Spinello für A Day in the Life of Bonnie Consolo Alan Beattie für Doubletalk                                                           |
| 1977 | Andre R. Guttfreund und Peter Werner | In the Region of Ice                       | Marjorie Anne Short für Kudzu Julian Chagrin und Claude Chagrin für The Morning Spider Claire Wilbur und Robin Lehman für Nightlife Dyan Cannon und Vince Cannon für Number One                                                        |
| 1978 | Beverly Shaffer und Yuki Yoshida     | I’ll Find a Way                            | Jerry Butts für Floating Free William E. McEuen für Ein Kellner wie der Gast ihn liebt Saul Bass für Notes on the Popular Arts Philip Dauber für Spaceborne                                                                            |
| 1979 | Taylor Hackford                      | Teenage Father                             | Jim Belcher und Fern Field für A Different Approach Andrew Sugerman für Mandy’s Grandmother Seth Pinsker für Strange Fruit |
| 1980 | Sarah Pillsbury und Ron Ellis        | Board and Care                             | Roman Kroitor und Stefan Wodoslawsky für Bravery in the Field Carol Lowell und Ross Lowell für Oh Brother, My Brother Saul Bass und Michael Britton für The Solar Film Harry Mathias, Jay Zuckerman und Larry Hankin für Solly’s Diner |

## 1981–1990
| Jahr | Preisträger                        | für den Film                        | Nominierungen |
| ---- | ---------------------------------- | ----------------------------------- | --- |
| 1981 | Lloyd Phillips                     | The Dollar Bottom                   | Bob Carmichael und Greg Lowe für Fall Line Sally Heckel für A Jury of Her Peers                                                                             |
| 1982 | Paul Kemp und Shelley Levinson     | Violet                              | Christine Oestreicher für Couples and Robbers John N. Smith für First Winter                                                                                |
| 1983 | Christine Oestreicher              | A Shocking Accident                 | Bob Rogers für Ballet Robotique Michael Toshiyuki Uno und Joseph Benson für The Silence Jan Saunders für Split Cherry Tree Andrew Birkin für Sredni Vashtar |
| 1984 | Janice L. Platt                    | Boys and Girls                      | Ian Emes für Goodie-Two-Shoes Jon N. Bloom für Overnight Sensation                                                                                          |
| 1985 | Mike Hoover                        | Up                                  | Michael MacMillan und Janice L. Platt für The Painted Door Sharon Oreck und Lesli Linka Glatter für Tales of Meeting and Parting                            |
| 1986 | Jeffrey D. Brown und Chris Pelzer  | Molly’s Pilgrim                     | Dianna Costello für Graffiti Bob Rogers für Rainbow War |
| 1987 | Chuck Workman                      | Precious Images                     | Stefano Reali und Pino Quartullo für Exit Fredda Weiss für Love Struck                                                                                      |
| 1988 | Jonathan Sanger und Jana Sue Memel | Ray’s Male Heterosexual Dance Hall  | Ann Wingate für Making Waves Robert A. Katz für Shoeshine                                                                                                   |
| 1989 | Dean Parisot und Steven Wright     | The Appointments of Dennis Jennings | Matia Karrell und Abbee Goldstein für Cadillac Dreams George deGolian und Gary Moss für Gullah Tales                                                        |
| 1990 | James Hendrie                      | Work Experience                     | Robert Nixon für Amazon Diary Jonathan Tammuz für The Child Eater                                                                                           |

## 1991–2000
| Jahr | Preisträger                                                      | für den Film                                       | Nominierungen |
| ---- | ---------------------------------------------------------------- | -------------------------------------------------- | --- |
| 1991 | Adam Davidson                                                    | The Lunch Date                                     | Raymond De Felitta und Matthew Gross für Bronx Cheers Peter Cattaneo und Barnaby Thompson für Dear Rosie Bernard Joffa und Anthony E. Nicholas für Senzeni Na? Hillary Anne Ripps und Jonathan Heap 12:01 PM    |
| 1992 | Seth Winston und Robert N. Fried                                 | Session Man                                        | Stephen Kessler und Thomas R. Conroy für Birch Street Gym David M. Massey für Last Breeze of Summer |
| 1993 | Sam Karmann                                                      | Omnibus                                            | Jonathan Darby und Jana Sue Memel für Contact Matt Palmieri für Cruise Control Christian Taylor für The Lady in Waiting Kenneth Branagh und David Parfitt für Swan Song                                         |
| 1994 | Pepe Danquart                                                    | Schwarzfahrer                                      | Stacy Title und Jonathan Penner für Down on the Waterfront Susan Seidelman und Jonathan Brett für Der flämische Meister Peter Weller und Jana Sue Memel für Partners Didier Flamand für La vis                  |
| 1995 | Peter Capaldi und Ruth Kenley-Letts Peggy Rajski und Randy Stone | Franz Kafka’s It’s a Wonderful Life Trevor         | Sean Astin und Christine Astin für Kangaroo Court JoBeth Williams und Michele McGuire für On Hope Paul Unwin und Nick Vivian für Syrup                                                                          |
| 1996 | Christine Lahti und Jana Sue Memel                               | Lieberman in Love                                  | Luke Cresswell und Steve McNicholas für Kehrmänner Griffin Dunne und Thom Colwell für Duke of Groove Jeff Goldblum und Tikki Goldberg für Little Surprises Dianne Houston und Joy Ryan für Tuesday Morning Ride |
| 1997 | David Frankel und Barry Jossen                                   | Dear Diary                                         | Antonio Urrutia für De tripas, corazón Kim Magnusson und Anders Thomas Jensen für Ernst und das Licht Juan Carlos Fresnadillo für Esposados Bernadette Carranza und Antonello De Leo für Senza parole           |
| 1998 | Chris Tashima und Chris Donahue                                  | Visas and Virtue                                   | Pearse Moore und Tim Loane für Dance Lexie Dance Roger Goldby und Barney Reisz für It’s Good to Talk Birger Larsen und Thomas Lydholm für Sweethearts Kim Magnusson und Anders Thomas Jensen für Wolfgang       |
| 1999 | Kim Magnusson und Anders Thomas Jensen                           | Wahlnacht                                          | Will Speck und Josh Gordon für Culture Alexander Jovy und J. J. Keith für Holiday Romance Vivian Goffette für La carte postale Simon Sandquist und Joel Bergvall für Victor                                     |
| 2000 | Barbara Schock, Tammy Tiehel                                     | My Mother Dreams the Satan’s Disciples in New York | Henrik Ruben Genz und Michael W. Horsten für Theis und Nico Mehdi Norowzian und Steve Wax für Killing Joe Marc-Andreas Bochert und Gabriele Lins für Kleingeld Marcus Olsson für Stora & små mirakel            |

## 2001–2010
| Jahr | Preisträger                             | für den Film                                        | Nominierungen |
| ---- | --------------------------------------- | --------------------------------------------------- | --- |
| 2001 | Florian Gallenberger                    | Quiero ser                                          | Peter Riegert und Ericka Frederick für By Courier Joan Stein und Christina Lazaridi für One Day Crossing Gail Lerner und Colin Campbell für Seraglio Paulo Machline für Uma História de Futebol                        |
| 2002 | Ray McKinnon und Lisa Blount            | Der Buchhalter                                      | Virgil Widrich für Copy Shop Johannes Kiefer für Gregors größte Erfindung Sławomir Fabicki und Bogumił Godfrejów für Männersache Kalman Apple und Shameela Bakhsh für Speed for Thespians                              |
| 2003 | Martin Strange-Hansen und Mie Andreasen | Ein Anständiger Mann                                | Dirk Beliën und Anja Daelemans für Wintereinbruch Philippe Orreindy und Thomas Gaudin für J’attendrai le suivant … Steve Pasvolsky und Joe Weatherstone für Inja Lexi Alexander und Alexander Buono für Johnny Flynton |
| 2004 | Aaron Schneider und Andrew J. Sacks     | Two Soldiers                                        | Florian Baxmeyer für Die rote Jacke Bobby Garabedian und William Zabka für Most Lionel Bailliu für Squash Stefan Arsenijević für (A)Torzija                                                                            |
| 2005 | Andrea Arnold                           | Wespen (Wasp)                                       | Gary McKendry für Everything in This Country Must Ashvin Kumar für Little Terrorist Nacho Vigalondo für 7:35 de la mañana Taika Waititi und Ainsley Gardiner für Two Cars, One Night                                   |
| 2006 | Martin McDonagh                         | Six Shooter                                         | Ulrike Grote für Der Ausreißer Sean Ellis und Lene Bausager für Cashback Rúnar Rúnarsson und Thor Sigurjonsson für Síðasti bærinn Rob Pearlstein und Pia Clemente für Our Time Is Up                                   |
| 2007 | Ari Sandel                              | West Bank Story                                     | Javier Fesser und Luis Manso für Binta y La Gran Idea Borja Cobeaga für Éramos pocos Søren Pilmark und Kim Magnusson für Helmer & Søn Peter Templeman und Stuart Parkyn für The Saviour                                |
| 2008 | Philippe Pollet-Villard                 | Mozart der Taschendiebe (Le Mozart des pickpockets) | Christian E. Christiansen und Louise Vesth für Om natten Andrea Jublin für Die Vertretung Guido Thys und Anja Daelemans für Tanghi Argentini Daniel Barber und Matthew Brown für The Tonto Woman                       |
| 2009 | Jochen Alexander Freydank               | Spielzeugland                                       | Reto Caffi für Auf der Strecke Dorte Warnø Høgh und Tivi Magnusson für Grisen Elizabeth Marre und Olivier Pont für Manon sur le bitume Steph Green und Tamara Anghie für Der Neue                                      |
| 2010 | Joachim Back und Tivi Magnusson         | The New Tenants                                     | Juanita Wilson und James Flynn für The Door Patrik Eklund und Mathias Fjellström für Istället för Abrakadabra Gregg Helvey für Kavi Luke Doolan und Drew Bailey für Miracle Fish                                       |

## 2011–2020
| Jahr | Preisträger                     | für den Film          | Nominierungen |
| ---- | ------------------------------- | --------------------- | --- |
| 2011 | Luke Matheny                    | God of Love           | Tanel Toom für The Confession Michael Creagh für The Crush Ivan Goldschmidt für Na Wewe Ian Barnes und Samantha Waite für Wish 143                                                                                                  |
| 2012 | Terry George und Oorlagh George | Die Küste             | Andrew Bowler und Gigi Causey für Time Freak Peter McDonald und Eimear O’Kane für Pfingsten Hallvar Witzø für Tuba Atlantic – nachträglich disqualifiziert Max Zähle und Stefan Gieren für Raju                                     |
| 2013 | Shawn Christensen               | Curfew                | Bryan Buckley und Mino Jarjoura für Asad Sam French und Ariel Nasr für Buzkashi Boys Tom Van Avermaet und Ellen De Waele für Death of a Shadow (Dood van een Schaduw) Yan England für Henry                                         |
| 2014 | Anders Walter Kim Magnusson     | Helium                | Esteban Crespo für Aquél no era yo Xavier Legrand und Alexandre Gavras für Avant que de tout perdre Selma Vilhunen und Kirsikka Saari für Pitääkö mun kaikki hoitaa? Mark Gill und Baldwin Li für The Voorman Problem               |
| 2015 | Mat Kirkby James Lucas          | Der Anruf             | Oded Binnun und Mihal Brezis für Aya Michael Lennox und Ronan Blaney für Boogaloo und Graham Hu Wei und Julien Féret für Ein Bild für die Ewigkeit (La lampe au beurre de yak) Talkhon Hamzavi und Stefan Eichenberger für Parvaneh |
| 2016 | Serena Armitage Benjamin Cleary | Stutterer             | Patrick Vollrath für Alles wird gut Eric Dupont und Basil Khalil für Ave Maria Henry Hughes für Day One Jamie Donoughue für Shok |
| 2017 | Kristóf Deák Anna Udvardy       | Mindenki              | Sélim Azzazi für Ennemis intérieurs Timo von Gunten und Giacun Caduff für Die Frau und der Schnellzug Aske Bang und Kim Magnusson für Silent Nights Juanjo Giménez für Timecode                                                     |
| 2018 | Chris Overton Rachel Shenton    | Das stille Kind       | Reed Van Dyk für DeKalb Elementary Derin Seale und Josh Lawson für The Eleven O’Clock Kevin Wilson, Jr. für My Nephew Emmett Katja Benrath und Tobias Rosen für Watu Wote – All of us                                               |
| 2019 | Guy Nattiv Jaime Ray Newman     | Skin                  | Vincent Lambe und Darren Mahon für In Gewahrsam Jeremy Comte und Maria Gracia Turgeon für Fauve Marianne Farley und Marie-Hélène Panisset für Marguerite Rodrigo Sorogoyen und María del Puy Alvarado für Madre                     |
| 2020 | Marshall Curry                  | Das Fenster gegenüber | Meryam Joobeur und Maria Gracia Turgeon für Brotherhood Yves Piat und Damien Megherbi für Nefta Football Club Bryan Buckley und Matt Lefebvre für Saria Delphine Girard für Une sœur                                                |

## 2021–2030
| Jahr | Preisträger                    | für den Film                      | Nominierungen |
| ---- | ------------------------------ | --------------------------------- | --- |
| 2021 | Travon Free Martin Desmond Roe | Two Distant Strangers             | Doug Roland und Susan Ruzenski für Feeling Through Elvira Lind und Sofia Sondervan für Der Briefwechsel Farah Nabulsi für The Present Tomer Shushan und Shira Hochman für White Eye                                          |
| 2022 | Riz Ahmed Aneil Karia          | The Long Goodbye                  | Maria Brendle und Nadine Lüchinger für Ala Kachuu – Take and Run Kim Magnusson und Martin Strange-Hansen für On My Mind K.D. Dávila und Levin Menekse für Please Hold Tadeusz Łysiak und Maciej Ślesicki für Das Kleid       |
| 2023 | Tom Berkeley Ross White        | An Irish Goodbye                  | Anders Walter, Rebecca Pruzan für Ivalu Eirik Tveiten, Gaute Lid Larssen für Nattrikken Alice Rohrwacher, Alfonso Cuarón für Le pupille Cyrus Neshvad für The Red Suitcase                                                   |
| 2024 | Wes Anderson Steven Rales      | Ich sehe was, was du nicht siehst | Nicky Bentham und Misan Harriman für The After Nazrin Choudhury und Sara McFarlane für Red, White and Blue Lasse Lyskjær Noer und Christian Norlyk für Ridder Lykke Samuel Caron und Vincent René-Lortie für Unbesiegbar     |
| 2025 | Trent Victoria Warmerdam       | Ich bin kein Roboter              | Adam J. Graves und Suchitra Mattai für Anuja Cindy Lee und Darwin Shaw für The Last Ranger David Cutler-Kreutz und Sam Cutler-Kreutz für A Lien Danijel Pek und Nebojša Slijepčević für Der Mann, der nicht schweigen wollte |